# Brude III
Brude III ou Bridei mac Bili est un roi des Pictes de 672 à 693. Bridei mac Bili fut choisi comme roi à la suite d’une réaction nationale et religieuse des Pictes contre les interventions des Angles de Northumbrie sous les règnes précédents.

## Origine familiale
Le nouveau roi était le fils de Beli ou Bili, un roi de Strathclyde. Il était sans doute de ce fait le petit-fils de l’ancien roi picte Nechtan nepos Uerb, mais aussi le demi-frère de l'ancien roi Owen ou Hoan de Strathclyde et l’oncle de Dumngual ou Domnall mac Hoan († 694) qui régnait alors à Dumbarton.
Brude était également, selon l’Historia Brittonum, un « cousin » (latin : fratuelem) d’Ecgfrith, dont le  père Oswy avait épousé vers 620 la princesse bretonne Rienmeleth, fille de Royth et petite fille d’Urien roi de Rheged, dont la famille était vraisemblablement alliée elle aussi à celle qui régnait sur le Strathclyde. Plus directement, la mère de Brude était peut-être une sœur de Talorgan mac Enfret,

## Règne
Brude est porté au trône de roi des Pictes après l'expulsion de Drust mac Donnel en 672. Les Annales irlandaises relèvent qu'en 676 de nombreux Pictes périrent noyés à Lann Abae (?) sans doute lors d'un naufrage.
À la suite des conquêtes du roi Oswiu de Northumbrie, un évêque nommé Trumwine d'Abercorn (en) s’était installé en 681 sur la rive gauche du Firth of Forth, au monastère d’Abercorn, afin de créer l’embryon d’un diocèse destiné aux Pictes vivants sous le gouvernement des Angles.
Dès 680, le roi Brude fait le siège de Duinbaitte, ou Dunbeath, que William Forbes Skene situe au Caithness. En 681 il intervient dans le sud au-delà des « Monts » et assiège Dunfoither, ou Dunnotter, près de Stonehaven. L’année suivante, il rassembla une flotte importante et détruisit la puissance maritime croissante des pictes des Orcades. Enfin, en 683, il fit le siège de Dun At, la capitale de Scots, et de « Dun Duirn » (?) et s’assure ainsi leur vassalité et sans doute de leur alliance
En effet, le fils de Domnall Brecc, Domangart mac Domnaill, ayant été tué en 673, Bridei mac Bili s'appuie sur une autre lignée scote qui prétendait descendre du roi Áedan de Dalriada, le Cenél nGartnait qui était représenté par Cano mac Gartnait († 687) et son fils et successeur Conamaim mac Cano († 706).
Pendant ce temps, après avoir organisé en 684 une expédition en Irlande condamnée par Bède le Vénérable lui-même, le roi Ecgfrith, afin de pérenniser ses conquêtes, mais contre l’avis de ses conseillers, décida d’envahir le pays des Pictes. Son armée traversa sans rencontrer de résistance le Forth et la rivière Tay et pénétra profondément dans le Fortriú qui semblait être son objectif. Elle fut encerclée dans les collines de Dunnichen au sud de Forfar en Angus et détruite le samedi 20 mai 685 à la Bataille de Nechtansmere. Le roi Ecgfrith de Northumbrie, le duc Beornheth, ainsi qu’une grande partie de leur armée perdirent la vie dans cet engagement, les survivants furent réduits en esclavage et le caractère offensif du royaume Northumbrie fut brisé pour longtemps par ce désastre.
Après sa victoire sur les angles, Brude régna jusqu’à sa mort en 693 sur les Pictes. Il est toutefois considéré par les chroniques essentiellement comme un roi de Fortriú. Son corps fut transporté à Iona, où reposait déjà celui de son ennemi Ecgfrith, et fut enseveli par Adomnan, neuvième abbé d’Iona depuis 679.

## Sources
- (en) Peter Bartrum, A Welsh classical dictionary : people in history and legend up to about A.D. 1000, Aberystwyth, National Library of Wales, 1993, p. 68-69 BRUDE son of BILE, king of the Picts.
- (en) J.P.M. Calise, Pictish Sourcebook, Documents of Medieval Legend and Dark Age History, Londres, Greenwood Press, 2002 (ISBN 0-313-32295-3)
- (en) William Arthur Cumming, The Age of the Picts, Sutton Publishing, 1998 (ISBN 0-7509-1608-7), p. 89-95 Chapitre 12 Northumbrian Neighbours: the Seventh Century.
- (en) James E. Fraser From Caledonia to Pictland, Scotland to 795 The New Edinburgh History of Scotland. Edinburgh University Press, Edinburgh (2009)  (ISBN 9780748612321)
- (en) William Forbes Skene Chronicles Of The Picts,Chronicles Of The Scots, And Other Early Memorials Of Scottish History. H.M General Register House Edinburgh (1867) Reprint par Kessinger Publishings's (2007)  (ISBN 1432551051).
- (en) Alfred P. Smyth Warlords and Holy men Scotland AD 80~1000 Edinburgh University Press (1984)  (ISBN 0-7486-0100-7)